# 李南教
李 南教（イ・ナムギョ、朝鮮語: 이남교/李南敎、1947年 - ）は、大韓民国の教授、教育学者。駐大阪韓国総領事館副領事、駐福岡韓国総領事館副領事・領事、韓国教育課程研究会副会長、第19代ソウル特別市中部教育庁教育長、第4代慶一大学校総長、建陽サイバー大学校副総長、青巌大学校副総長などを務めた。
李 枏皎（読み、ハングル同）とも表記される。

## 経歴
忠清北道清州府（現・清州市）出身。ソウル教育大学（現・ソウル教育大学校）、延世大学校教育大学院修了、芦屋大学大学院にて教育学博士号取得。その後ソウル特別市教育委員会に勤務し、教育科学部（現・教育部）社会国際教育局研究士、学校政策室奨学官、駐大阪韓国総領事館副領事、神戸韓国総合教育院長、駐福岡韓国総領事館副領事・領事、韓国教育課程研究会副会長、教育部教育規制緩和委員会委員、第19代ソウル特別市中部教育庁教育長、2008年6月1日から2010年8月31日まで第4代慶一大学校総長、建陽大学校碩座教授、建陽サイバー大学校副総長、2014年10月17日からは青巌大学校副総長などを務めた。

## 活動
1979年に福岡韓国教育院より『玄界灘に架ける橋』を出版したことをはじめ、さまざまな本を出版した。また、2009年から2010年にかけて、毎日新聞にコラム『李南教の日本語源流散策』を連載した。また、建陽サイバー大学校の設立においては設立推進団長を務めた。

## エピソード
新聞のスクラップを習慣としており、毎日何紙もの新聞に目を通し、自宅や執務室、鞄のほか自家用車内にもスクラップするためのはさみを備えている。また、2010年のインタビューにおいては、「新聞を注視して積み上げる思考力は、就職活動の競争力として大学生が持つべきだ」という旨を述べている。